# Amstelvlietstraat

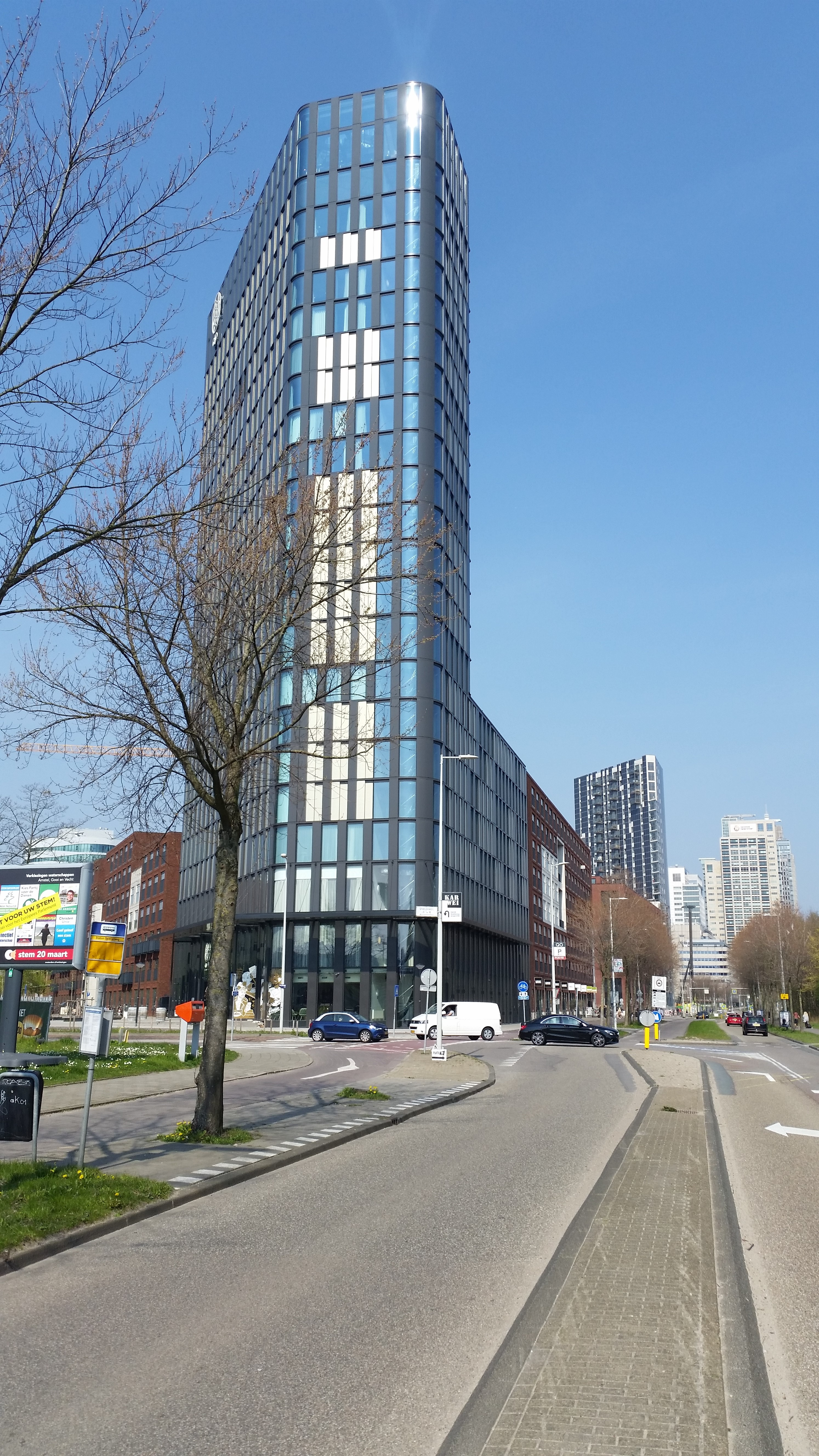
QO-hotel met links en rechts Villa Mokum en verderop de De Spakler, Mondriaantoren/Rembrandttoren (april 2019)

De Amstelvlietstraat is een straat in de buurt Amstelkwartier Noord, wijk Omval/Overamstel, Watergraafsmeer, Amsterdam-Oost.

## Geschiedenis en ligging
De straat is aangelegd begin 21e eeuw op een voormalig terrein, waarop allerlei bedrijfjes en een technische school waren gevestigd. De terreinen werden gesaneerd en herontwikkeld als woonwijk met winkels, een hotel en het kantoor van Waternet. De Amstelvlietstraat is vernoemd naar een buitenplaats aan de Amsteldijk, toen nog in gemeente Nieuwer-Amstel, maar inmiddels gesloopt. De straat begint als zijstraat van de Spaklerweg, loopt naar het noordwesten en eindigt op de oevers van de Amstel. De straat heeft aan de zuidkant slechts steegjes als zijstraten; zij heten Eerste, Tweede en Derde Amstelvlietpad. Aan de noordkant liggen straten Welnapad en Markonstraat.

## Gebouwen
Er staat er hier nu alleen 21e-eeuwse bebouwing waarbij twee opvallen:
- Amstelvlietlaan 4 en 6 en Spaklerweg 18, waarin het Hotel QO Amsterdam, een uit 2017 stammende woontoren maar dan in gebruik als hotel; het duurzaam ontwerp in de vorm van een taartpunt kwam van Mulderblauw architecten en Paul de Ruiter; het begrip taartpunt wordt gebruikt bij gebouwen die een scherpe hoek moeten opvullen en daarom op een oppervlak in de vorm van een taartpunt zijn gebouwd; er werd gebruik gemaakt van gerecycled beton uit de A'DAM Toren, er is een aquaponics systeem met een kas waar eigen producten worden geteeld, als een gast een kamer verlaat worden installatie in de kamer automatisch uitgeschakeld en komen er ook automatisch luiken voor de ramen, ze werken als extra isolatie in het verschil binnen- en buitentemperatuur; het werd genomineerd voor de Amsterdamse Nieuwbouwprijs voor 2018.[1]
- Amstelvlietlaan 8-526, woonappartementengebouw uit 2015, dit kreeg de benaming Villa Mokum; het werd ontworpen door architect Marcel Kampman. Meer dan 600 woningen zijn rondom een gemeenschappelijk binnentuin in zeven en acht bouwlagen gebouwd; het geheel werd opgetrokken uit geprefabriceerde betonelementen met daarvoor baksteen; opvallend zijn de wit betonnen gevelplaten waarop een tulpenmotief is te zien, dat regelmatig terugkomt in de buurt. Het won de Amsterdamse Nieuwbouwprijs voor 2016.

Deze beide panden maken deel uit van een bouwblok met vooral woningen, en daarnaast het hotel en winkels, tussen Amstelvlietstraat, Spaklerweg, Welnastraat en Welnapad.

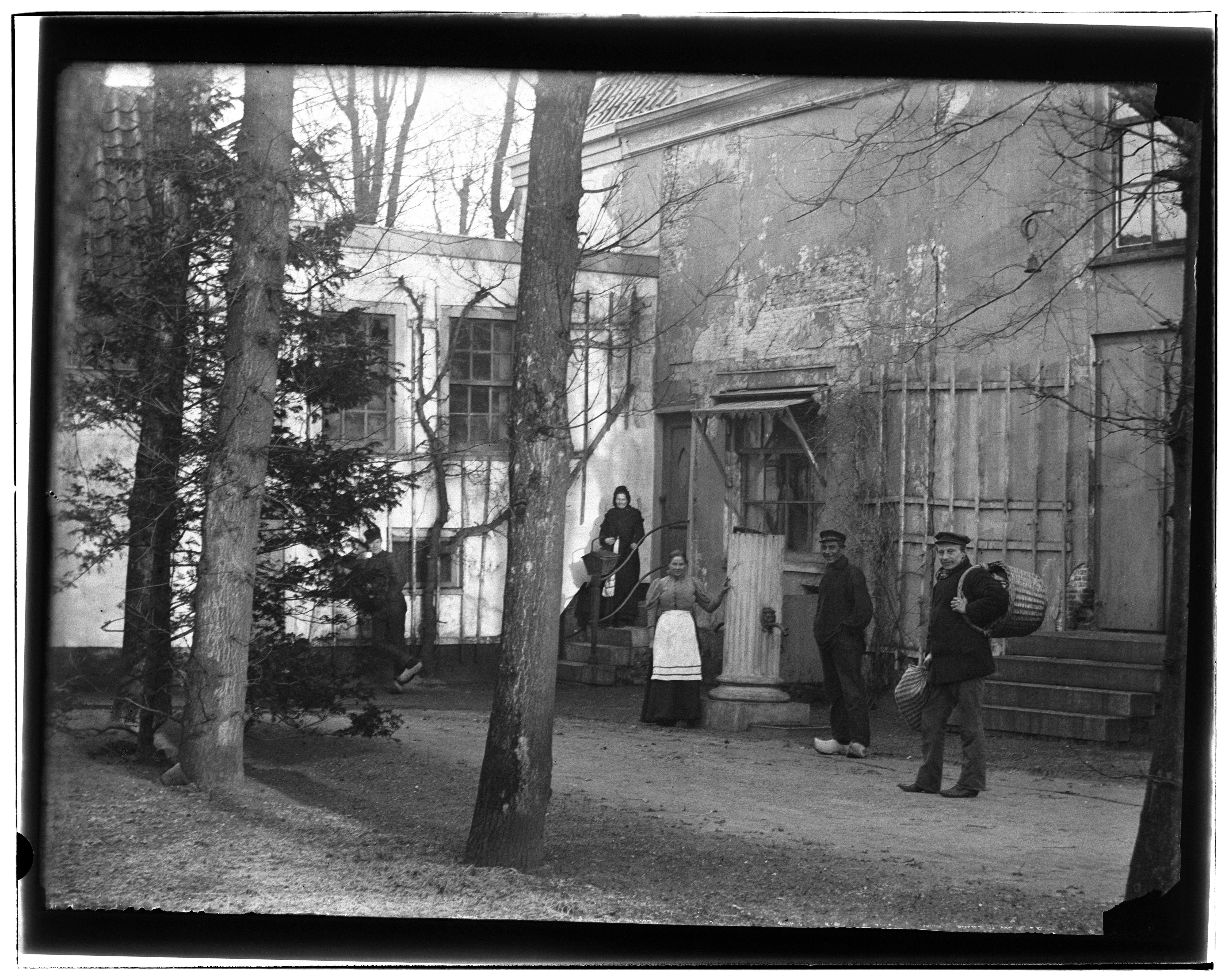
Amstelvliet in 1897